# The Fixx
The Fixx is een Britse band, opgericht in 1979, vooral bekend van hun hit 'One thing leads to another' uit 1983. Hun muziek kan onder new wave gecategoriseerd worden. Bij het grote publiek hebben ze echter nooit grote successen geboekt. Ofschoon van Britse afkomst, waren ze het populairst in de Verenigde Staten en Canada.
De voorloper van de groep heette The Portraits. Deze band werd opgericht door zanger Cy Curnin en drummer Adam Woods. Met toetsenist Rupert Greenall, gitarist Tony MGrail en bassist Charlie Barret brachten ze op Ariola twee weinig succesrijke singles uit. McGrail verliet de band in 1980 en werd door Jamie West-Oram van The Doll vervangen. Hun single 'Lost Planes' uit 1981, onder de naam The Fix, kreeg beperkte aandacht van de BBC, wat hun een contract bij MCA Records opleverde. Ze wijzigden hun naam naar The Fixx om associaties met druggebruik te vermijden.
Vóór hun eerste album, Shuttered Room uit 1982, verliet Barret de groep. Hierop bevonden zich de nummers 'Stand or Fall' en 'Red Skies', de enige nummers van The Fixx die ooit in de Britse hitparade terechtkwamen. The Fixx deed op 4 juli 1982 een kort, maar puik optreden op de tweede uitvoering van Parkpop in Den Haag.
Voor hun tweede album, Reach the Beach, waarop 'One Thing Leads to Another' stond, werd Alfie Agius de nieuwe bassist; hij vertrok echter al spoedig.
Het B-kantje 'Are we Ourselves?' uit 1984 werd als soundtrack voor Streets of Fire gebruikt, en 'A Letter to Both Sides' uit 1985 werd de soundtrack voor Fletch. React, hun album uit 1987, was een flop, die tot de verbreking van hun contract met MCA leidde. In 1988 brachten ze Calm Animals uit op RCA Records, alvorens in 1991, nogmaals op MCA, Ink uit te brengen. Hierna verlieten ze MCA opnieuw.
Na deze periode nam The Fixx enkel nog voor kleinere labels op.

## Discografie

### Albums
| Album met eventuele hitnotering(en) in de Nederlandse Album Top 100 | Datum van verschijnen | Datum van binnenkomst | Hoogste positie | Aantal weken | Opmerkingen   |
| ------------------------------------------------------------------- | --------------------- | --------------------- | --------------- | ------------ | ------------- |
| Shuttered Room                                                      | 1982                  | -                     | -               | -            |               |
| Reach the Beach                                                     | 1983                  | 11-06-1983            | 38              | 1            |               |
| Phantoms                                                            | 1984                  | 22-09-1984            | 41              | 1            |               |
| Walkabout                                                           | 1986                  | -                     | -               | -            |               |
| React                                                               | 1987                  | -                     | -               | -            | Livealbum     |
| Calm Animals                                                        | 1988                  | -                     | -               | -            |               |
| Greatest Hits - One Thing Leads to Another                          | 1989                  | -                     | -               | -            | Verzamelalbum |
| Ink                                                                 | 1991                  | -                     | -               | -            |               |
| In Concert                                                          | 1995                  | -                     | -               | -            | Livealbum     |
| Real Time Stood Still                                               | 1997                  | -                     | -               | -            | Livealbum     |
| Elemental                                                           | 1998                  | -                     | -               | -            |               |
| 1011 Woodland                                                       | 1999                  | -                     | -               | -            |               |
| Want That Life                                                      | 2003                  | -                     | -               | -            |               |
| The Twenty-fifth Anniversary Anthology                              | 2005                  | -                     | -               | -            | Verzamelalbum |
| Beautiful Friction                                                  | 2012                  | -                     | -               | -            |               |

### Singles
| Single met eventuele hitnotering(en) in de Nederlandse Top 40 | Datum van verschijnen | Datum van binnenkomst | Hoogste positie | Aantal weken | Opmerkingen                 |
| ------------------------------------------------------------- | --------------------- | --------------------- | --------------- | ------------ | --------------------------- |
| Stand or Fall                                                 | 1982                  | -                     | Tip 16          | -            |                             |
| Red Skies                                                     | 1982                  | -                     | Tip 13          | -            | Nr. 44 in de Single Top 100 |
| Saved by Zero                                                 | 1983                  | -                     | -               | -            |                             |
| One Thing Leads to Another                                    | 1983                  | -                     | -               | -            |                             |
| Deeper and Deeper                                             | 1984                  | -                     | -               | -            |                             |
| Are We Ourselves?                                             | 1984                  | -                     | -               | -            |                             |
| Secret Separation                                             | 1986                  | -                     | -               | -            |                             |
| Driven Out                                                    | 1989                  | -                     | -               | -            |                             |
| How Much is Enough?                                           | 1991                  | -                     | -               | -            |                             |